# Pagus
Pagus (lateinisch für ‚Flur‘, ‚Gau‘, Plural pagi) war in altrömischer Zeit Namenszusatz der ländlichen Distrikte, in welche das römische Gebiet von Numa Pompilius oder nach anderen Quellen von Servius Tullius eingeteilt wurde. Sie bildeten seit letzterem Unterabteilungen der Tribus (Wahlbezirke) und hatten ihre eigenen Vorsteher (magistri pagi), welche die Flurbücher führten, die Paganalien leiteten und bei Aushebungen und Tributverteilung Dienste zu leisten hatten.
Die Römer übertrugen den Namen auch auf fremde Völker, so auf die Germanen und die Helvetier.

## Frankenreich
Nach der Übernahme der Macht durch die Merowinger in den ehemaligen gallischen und germanischen Provinzen des römischen Reiches, die zum Teil entvölkert waren und somit über keine spätrömische Verwaltungsstrukturen mehr verfügten (insbesondere im nordgallischen Raum und entlang der ehemaligen Rheinprovinzen), führten diese neue pagi ein, denen meist ein Hauptort in Form einer ehemaligen Civitas fehlte und dessen Mittelpunkt so auch ein Vicus oder ein Kastell sein konnte.
Amtsträger in einem solchen pagus war ein grafio, aus denen sich später Grafen herausbildeten.

## Frankreich
In Frankreich hat der Begriff des pagus in den heutigen pays überlebt. Noch immer sind viele der pays mit den alten pagi (weitgehend) deckungsgleich, so zum Beispiel das Ponthieu und Comminges. Die Republik hat den Begriff in ihrer Gesetzgebung zur Raumordnung aufgegriffen und zunächst 1995, dann verändert ab 1999 ein pays als eine freiwillige Planungsregion ohne die Eigenschaft einer eigenständigen Gebietskörperschaft definiert.
So war zu Beginn des 5. Jahrhunderts die Provincia Gallia Lugdunensis Secunda, die heutige Normandie, kirchenrechtlich mit der Diözese Rouen identisch, zu der sechs Suffraganbistümer gehörten. Zivilrechtlich hingegen war Lugdunensis Secunda in pagi aufgeteilt:
- pagus Rotomagensis (Roumois), das Gebiet um Rouen
- pagus Caletus (Pays de Caux), das Gebiet um Le Havre
- pagus Vilcassinus (Vexin)
- pagus Tellaus (Talou), das Gebiet um Dieppe
- pagus Bajocassinus (Bessin), das Gebiet um Bayeux
- pagus Lexovinus (Lieuvin), das Gebiet um Lisieux
- pagus Corilensis
- pagus Constantinus, das Gebiet um Coutances
- pagus Abrincatinus (Avranchin), das Gebiet um Avranches
- pagus Oximensis (Hiémois)
- pagus Sagensis, das Gebiet um Sées
- pagus Corbonensis (Corbonnais)
- pagus Ebroicinus (Évrecin), das Gebiet um Évreux
- pagus Madriacensis (Madrie)

## Etymologie
Pays leitet sich vom lateinischen pagus und dieses wiederum vom Verb pangere (einschlagen, befestigen, verabreden) ab. Pagus bezeichnete also zunächst ein z. B. durch Bodenpflöcke oder Steine markiertes Territorium. Verwandte Wörter sind pactum (frz. pacte, Pakt, Vertrag) und pax (frz. paix, Friede), aber auch englisch the pagans (die Heiden, ursprünglich die Bewohner ländlicher Gebiete abseits der Städte, die vom neuen Glauben noch nicht erfasst waren).